# Epatotossicità
Per epatotossicità (detta anche tossicità epatica) si intende la capacità di una sostanza chimica di procurare un danno al fegato.
Il fegato ha un ruolo centrale nel metabolismo e nell'escrezione di sostanze chimiche estranee all'organismo come i farmaci, per questo è particolarmente esposto agli eventuali effetti tossici di tali sostanze. Le sostanze chimiche capaci di danneggiare il fegato prendono il nome di epatotossine.
Più di 900 farmaci hanno manifestato effetti tossici sul fegato e ciò costituisce il motivo più comune di ritiro di un farmaco dal commercio. L'epatotossicità e le epatopatie da farmaci, inoltre, sono responsabili di un elevato numero di danni complessi, evidenziando la necessità di test di tossicità specifici sui farmaci, come quelli sulle cellule staminali pluripotenti epatocito-simili, che evidenziano un'eventuale tossicità in una fase precoce dello sviluppo di un farmaco. Molte sostanze provocano al fegato un danno subclinico (senza sintomi o segni clinici), evidenziabile solo dagli esami ematochimici specifici. Le epatopatie da farmaci sono responsabili del 5% dei ricoveri ospedalieri e del 50% dei casi di insufficienza epatica acuta.

## Metabolismo epatico dei farmaci

Metabolismo epatico dei farmaci. Le transferasi sono gli enzimi che catalizzano il trasferimento di un gruppo funzionale come glutatione, solfato, acetato e acido glucuronico. "P-450" indica un enzima del sistema omonimo. Sono illustrate tre possibili vie metaboliche, una per ciascuno dei farmaci A, B e C.

L'organismo umano identifica quasi tutti i farmaci come sostanze estranee (xenobiotici) e li sottopone a diverse reazioni chimiche che ne favoriscono l'eliminazione. Nel loro complesso, questi processi prendono il nome di metabolismo dei farmaci. Esse hanno principalmente due scopi: ridurre la liposolubilità dei farmaci e modificarne l'attività biologica. Sebbene quasi tutti i tessuti dell'organismo siano capaci di metabolizzare le sostanze chimiche estranee, il reticolo endoplasmatico ruvido del fegato è la principale stazione metabolica per le sostanze chimiche sia endogene (prodotte dall'organismo), come colesterolo, ormoni steroidei, acidi grassi e proteine, sia esogene (provenienti dall'esterno), come farmaci e alcol.

Il metabolismo dei farmaci si divide solitamente in due fasi, dette fase 1 e fase 2. Le reazioni di fase 1 servono a preparare il farmaco per la reazione di fase 2, anche se molti composti possono subire direttamente una reazione di fase 2. Le reazioni di fase 1 comprendono fenomeni di ossidazione, riduzione, idrolisi, idratazione e altre meno comuni. In generale, questi processi tendono ad aumentare la solubilità in acqua dei composti e possono generare metaboliti chimicamente attivi e potenzialmente tossici. La maggior parte delle reazioni di fase 2 avvengono nel citosol e consistono nella coniugazione con sostanze endogene per mezzo di enzimi detti transferasi. In questo passaggio i prodotti chimicamente attivi risultanti dalla fase 1 vengono resi relativamente inerti e facilmente eliminabili.
Un gruppo di enzimi localizzato nel reticolo endoplasmatico ruvido, noto come citocromo P-450, è la più importante famiglia di enzimi metabolici del fegato. Il citocromo P-450 è un'ossidasi, il componente terminale di una catena di trasporto di elettroni. Non si tratta di un singolo enzima, bensì di una famiglia di 50 isoforme, 6 delle quali metabolizzano circa il 90% dei farmaci.
Esistono notevoli differenze fra i prodotti codificati dal gene P-450; questa eterogeneità consente al fegato di ossidare una vasta gamma di sostanze (compresa la maggior parte dei farmaci) in reazioni di fase 1. Tre importanti caratteristiche del sistema P-450 sono coinvolte nella tossicità da farmaci:
1.Eterogeneità genetica:
Ciascuna delle proteine P-450 è unica e ha un ruolo nella variabilità del metabolismo dei farmaci tra i diversi individui. Le varianti genetiche (polimorfismi) dei processi legati a P-450 dovrebbero essere prese in considerazione quando i pazienti mostrano sensibilità o resistenza inusuali verso un particolare farmaco ai dosaggi comuni. Questi polimorfismi sono responsabili anche della differente risposta ai farmaci tra soggetti di diverse etnie.
2. Cambiamenti dell'attività enzimatica:
Molte sostanze possono influenzare l'attività dell'enzima P-450. I farmaci interagiscono in diversi modi con la famiglia dei citocromi. I farmaci che modificano l'attività del P-450 sono detti, a seconda dei casi, inibitori o induttori. GLi inibitori enzimatici bloccano l'attività metabolica di uno o più enzimi del sistema P-450. Questi effetti di solito sono immediati. Gli induttori, invece, aumentano l'attività del P-450 stimolandone la sintesi. Perché ciò accada è necessario un certo tempo, legato all'emivita del farmaco induttore.
3. Inibizione competitiva:
Alcuni farmaci possono condividere lo stesso citocromo P-450 e quindi bloccare l'uno il metabolismo dell'altro con meccanismo competitivo. Ciò può determinare un accumulo dei farmaci che sono normalmente metabolizzati da quell'enzima. Questo tipo di interazione, d'altra parte, può ridurre la velocità di produzione di metaboliti tossici.

## Meccanismi di danno epatico
Alcuni farmaci vengono ritirati dal commercio molto tempo dopo la loro immissione per il riscontro tardivo di epatotossicità. A causa del suo particolare metabolismo e della sua stretta interconnessione con l'apparato digerente, il fegato è particolarmente sensibile ai danni provocati da farmaci e altre sostanze. Il 70% del sangue che giunge al fegato proviene direttamente dagli organi dell'apparato digerente e dalla milza attraverso le vene del sistema venoso portale, che trasporta farmaci e xenobiotici in forma quasi immodificata. Diversi meccanismi sono implicati nell'induzione e nella progressione del danno epatico. Molte sostanze chimiche danneggiano i mitocondri, organuli cellulari deputati alla produzione di energia. In seguito al malfunzionamenti di questi ultimi viene rilasciato un eccesso di molecole ossidanti che tendono a danneggiare le cellule epatiche. Anche l'attivazione di alcuni enzimi del sistema citocromiale P-450 come il CYP2E1 induce uno stress ossidativo.
Il danno agli epatociti e alle cellule dei dotti biliari porta all'accumulo di acidi biliari e altre componenti della bile all'interno del fegato (colestasi). Ciò peggiora ulteriormente il danno epatico.
Anche le cellule non parenchimali come le cellule di Kupffer, le cellule stellate epatiche ricche di grassi e i leucociti (soprattutto neutrofili e monociti sono coinvolte nella progressione del danno.

## Reazioni avverse ai farmaci

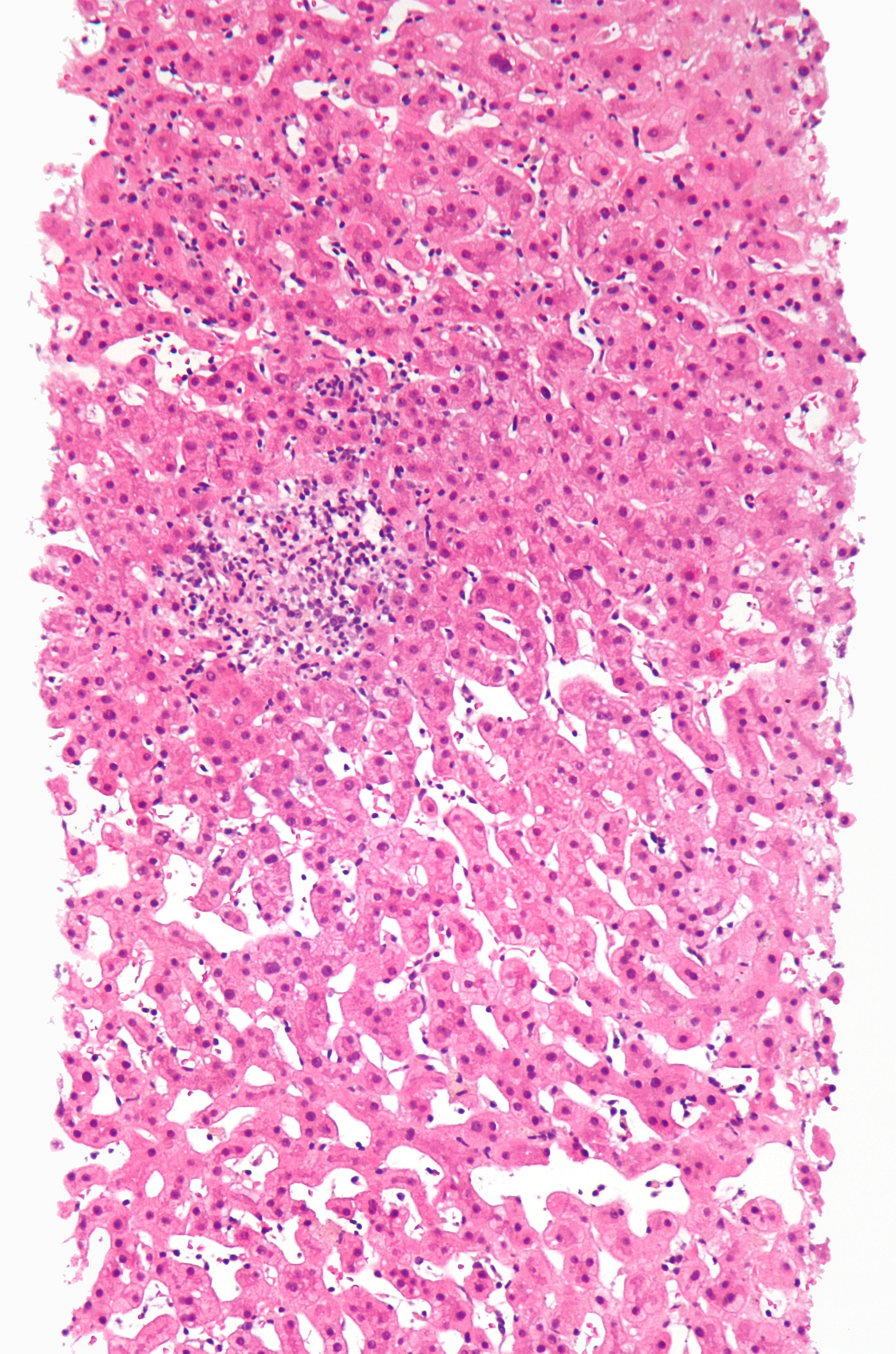
Immagine al microscopio ottico di una biopsia epatica, colorata con ematossilina-eosina, che mostra un quadro di epatite da farmaci con i caratteristici granulomi.

Le reazioni avverse ai farmaci si suddividono in due gruppi: tipo A (intrinseche o farmacologiche) e tipo B (idiosincrasiche).
Le reazioni di tipo A costituiscono circa l'80% del totale.
I farmaci e le tossine caratterizzati da tossicità "farmacologica" (tipo A) hanno una curva dose-risposta prevedibile (più è alta la concentrazione plasmatica del farmaco, maggiore è la probabilità di danno epatico) e meccanismi di tossicità ben noti, come il danno diretto delle cellule epatiche o il blocco di un particolare processo metabolico. Questo tipo di danno in genere si osserva poco dopo il raggiungimento della soglia di tossicità per una particolare sostanza: è questo, ad esempio, il caso del paracetamolo.
Al contrario, il danno epatico di tipo B (reazione idiosincrasica) avviene in maniera inaspettata: una sostanza provoca una reazione non prevedibile in un soggetto predisposto, in misura non correlata alla dose e con una latenza variabile. In questo tipo di danno non si riscontra una chiara correlazione temporale con l'assunzione del farmaco, né una relazione dose-risposta; il più delle volte non è possibile tracciare un modello predittivo. L'epatotossicità di tipo idiosincrasico ha determinato il ritiro dal commercio di molti farmaci che erano stati sottoposti a tutti i test necessari nella sperimentazione prima dell'approvazione da parte degli organi competenti, come la Food and Drug Administration; il troglitazone e la trovafloxacina sono due esempi eccellenti di farmaci ritirati dal mercato per tossicità epatica idiosincrasica.
Il ketoconazolo, somministrato per via orale, ha determinato tossicità epatica, fatale in alcuni casi.

## Modelli di danno
Le sostanze chimiche esogene possono provocare danni epatici con un'ampia varietà di quadri clinici e patologici. Spesso il danno epatico è valutabile utilizzando marcatori biochimici, come l'alanina transaminasi, la fosfatasi alcalina e la bilirubina. Il danno epatico si può definire come: (a) un aumento dell'alanina transaminasi (ALT) maggiore del triplo del limite superiore di riferimento, (b) un alumento della fosfatasi alcalina (ALP) maggiore del doppio del limite superiore di riferimento, oppure (c) livelli di bilirubina totale maggiori del doppio del limite massimo di normalità associati con un aumento delle ALT o della ALP.
Il danno epatico è quindi definito come epatocellulare o colestatico. Nel primo caso si osserva, in fase iniziale, un aumento prevalente dell'alanina transaminasi; nel secondo aumenterà per prima la fosfatasi alcalina. I due quadri non sono mutuamente esclusivi, tanto che sono descritte forme miste di danno.
Sono stati descritti, a tal proposito, diversi quadri isto-patologici.
Necrosi zonale
È questo il tipo più comune di necrosi delle cellule epatiche indotta da farmaci. Il danno è confinato a una particolare zona del lobulo epatico. Può manifestarsi con un importante aumento delle ALT o con gravi manifestazioni cliniche legate a una insufficienza epatica acuta. Fra le cause più frequenti si ricordano le intossicazioni da paracetamolo e da tetracloruro di carbonio.
Epatite
In questo quadro patologico la necrosi epatocellulare è accompagnata da infiltrazione da parte di cellule infiammatorie. Si distinguono tre tipi di epatite da farmaci.
(a) Forma simil-virale, la più comune, con caratteristiche istologiche simili a quelle delle epatiti da virus. Esempi: alotano, isoniazide, fenitoina.
(b) Forma focale o non specifica, nella quale zone sparse di necrosi possono accompagnarsi ad infiltrazione di linfociti. Esempi: Acido acetilsalicilico.
(c) Epatite cronica, simile alle forme autoimmuni per gli aspetti clinici, sierologici e istologici. Esempi: metildopa, diclofenac.
Colestasi
In questa forma il danno epatico è determinato da un ostacolo al deflusso della bile; il paziente manifesterà ittero e prurito. Dal punto di vista istologico possono essere presenti segni di infiammazione (epatite colestatica); questi mancano nelle forme blande. Raramente è possibile osservare caratteristiche simili a quelle della cirrosi biliare primitiva da distruzione progressiva dei piccoli dotti biliari.
Esempi:
(a) Forma blanda: pillola anticoncezionale, steroidi anabolizzanti (androgeni)
(b) Forma infiammatoria: allopurinolo, carbamazepina
(c) Forma duttale: clorpromazina, flucloxacillina
Steatosi
L'epatotossicità può manifestarsi con un accumulo di trigliceridi nel fegato sotto forma di piccole o grandi "gocce". Nel primo caso si parla di steatosi microvescicolare, nel secondo di steatosi macrovescicolare. Un ulteriore tipo di steatosi è caratterizzato dall'accumulo di fosfolipidi con un quadro simile a quello di alcune malattie ereditarie da accumulo di fosfolipidi, come la malattia di Tay-Sachs.
Esempi:
(a) Microvescicolare: acido acetilsalicilico, sindrome di Reye, ketoprofene, tetraciclina
(b) Macrovescicolare: paracetamolo, metotrexate
(c) Fosfolipidosi: amiodarone, nutrizione parenterale totale
Granulomi
I granulomi epatici indotti da farmaci sono spesso associati con granulomi in altri tessuti; spesso i pazienti sono affetti da vasculiti sistemiche o ipersensibilità. Più di 50 farmaci sono stati implicati nella formazione dei granulomi.
Esempi:
Allopurinolo, fenitoina, isoniazide, chinino, penicillina, chinidina.
Lesioni vascolari
Sono la conseguenza di un danno all'endotelio, il sottile tessuto che riveste internamente i vasi sanguigni.
Esempi:
Malattia venoocclusiva: chemioterapici
Peliosi epatica: steroidi anabolizzanti
Sindrome di Budd-Chiari: contraccettivi orali
Neoplasie
Alcuni tumori sono stati associati all'esposizione prolungata ad alcuni farmaci o tossine. Fra i più frequentemente riportati vi sono il carcinoma epatocellulare, l'angiosarcoma e gli adenomi epatici.
Esempi:
Cloruro di vinile, contraccettivi orali, steroidi anabolizzanti, arsenico, thorotrast.

## Clinica
La mancanza di marcatori specifici per il danno epatico da farmaci costituisce un problema nella pratica clinica.
Molte altre condizioni patologiche portano a quadri clinici e anatomo-patologici simili. Per la diagnosi è necessario stabilire una relazione di causa-effetto tra l'assunzione del farmaco o della sostanza tossica e il danno del fegato, ma ciò può essere difficile, soprattutto quando si sospetta una reazione idiosincrasica.
L'uso di più farmaci contemporaneamente aumenta la complessità della diagnosi. In alcuni casi, come quello del paracetamolo, la diagnosi è facilitata dalla conoscenza del meccanismo patologico, che è ben noto e dose-dipendente. Sono stati proposti diversi criteri clinici per stabilire una relazione causale fra la sostanza dannosa e le manifestazioni epatiche. I criteri CIOMS/RUCAM prevedono un sistema a punteggio per classificare l'associazione in "certa o altamente probabile" (punteggio > 8), "probabile" (punteggio 6-8), "possibile" (punteggio 3-5), "improbabile" (punteggio 1-2) e "da escludere" (punteggio ≤0). Nella pratica clinica si dà maggiore importanza alla presenza o assenza di somiglianze tra il profilo degli esami ematochimici del paziente e quello noto per una determinata sostanza tossica (per esempio il danno colestatico tipico dell'associazione amoxicillina-acido clavulanico).

## Trattamento e prognosi
Nella maggior parte dei casi la sospensione immediata del farmaco porta ad una completa ripresa funzionale del fegato; talvolta può essere necessaria una terapia di supporto. Nella tossicità da paracetamolo, invece, il danno iniziale può avere conseguenze letali. L'insufficienza epatica fulminante da farmaci può richiedere un trapianto di fegato come terapia salva-vita. In passato sono stati utilizzati i glucocorticoidi nelle forme allergiche e l'acido ursodesossicolico in quelle colestatiche, ma non ci sono evidenze scientifiche dell'efficacia di questi presidi.
Un aumento dei livelli di bilirubina nel siero oltre 2 volte il limite superiore di normalità con associato aumento delle transaminasi è un segno fortemente sospetto di epatotossicità severa. In tali casi è stata riportata una mortalità compresa fra il 10 e il 15% dei casi, soprattutto in caso di mancata sospensione della sostanza responsabile.
Ciò dipende dal fatto che è necessario un danno grave del parenchima epatico per compromettere l'escrezione della bilirubina; un danno cellulare di minore entità (in assenza di ostruzione biliare o di altre cause di aumento della bilirubina, come la sindrome di Gilbert) non provoca ittero. Altri indici prognostici sfavorevoli sono l'età avanzata, il sesso femminile e gli elevati livelli di AST.